# Psora russellii
Psora russellii är en lavart som först beskrevs av Edward Tuckerman, och fick sitt nu gällande namn av A. Schneid. Psora russellii ingår i släktet Psora och familjen Psoraceae.   Inga underarter finns listade i Catalogue of Life.